# Wayne County (New York)
Wayne County je okres ve státě New York ve Spojených státech amerických. K roku 2010 zde žilo 93 772 obyvatel. Správním městem okresu je Lyons. Celková rozloha okresu činí 3 585 km².